# Préalpes du Sud
La race ovine Préalpes du Sud regroupe les Préalpes fines ayant une faible couverture en laine et la Commune des Alpes plus lainée et plus adaptée à la transhumance. La préalpes est originaire de la partie Sud des Alpes. Elle a une toison fine qui mue et ne nécessite pas de tonte ou une toison moyenne, qui ne recouvre toutefois ni la tête ni les membres ni le ventre, une tête qui peut être blanche ou luisante, avec un chanfrein busqué. Elle ressemble à certaines races comme la blanche du Massif central ou la lacaune.
Historiquement appelée « Mouton de Savournon », sa viande est très réputée depuis des siècles. La faible couverture en laine ne lui donnant pas de goût prononcé et le pâturage dans des montagnes sèches la parfumant en sont à l’origine.
Elle est la race ovine ayant initié l’appellation  IGP Agneau de Sisteron.
La préalpes est une race rustique, qui peut être bien adaptée à la vie en estive et qui se désaisonne très facilement, permettant d'améliorer sa productivité annuelle en augmentant le rythme de reproduction. Présente dans des types et des systèmes d'élevage très divers, avec régulièrement des transhumances vers les estives, la préalpes est la deuxième race la plus répandue du sud-est de la France avec près de 200 000 brebis aujourd'hui.

## Origine
La race Préalpes du Sud est originaire du sud des Alpes et semble descendre d'une population ovine qui peuplait les collines crétacées et jurassiques à la limite des départements de la Drôme, des Hautes-Alpes, des Alpes-de-Haute-Provence et du Vaucluse. Cette population, bien qu'assez homogène, était connue sous différents noms par les syndicats locaux suivant le lieu où se tenait la foire aux reproducteurs. Elle a ainsi porté les noms de « Sahune », « Savournon » ou « Quint ». Son placement par rapport aux autres races n'est pas clair. En effet, tandis qu'André Sanson la classe dans les races dites « de Syrie », d'autres auteurs la rapprochent des races pyrénéennes, et on peut également lui trouver des points communs flagrants du point de vue de la morphologie avec les races du sud du Massif central comme la blanche du Massif central.
En 1947 est créé le livre généalogique « Savournon - Sahune », remplacé en février 1948 par un nouveau Flock-Book utilisant cette fois le nom de « Préalpes du Sud », toujours utilisé aujourd'hui. Ce flock-book devient une UPRA à partir de 1975. Durant les années 1980, la souche « Commune des Alpes », souche plus lainée pratiquant l'estive, fut intégrée dans le giron de la race. On compte actuellement 200 000 brebis environ.

## Répartition
La race préalpes du Sud est originaire des Alpes, à la limite entre le Dauphiné et la Provence. Elle s'est aujourd'hui étendue à l'ensemble de la région Provence-Alpes-Côte d'Azur et à une bonne partie de la région Rhône-Alpes. La très grande majorité des effectifs est répartie dans ces deux régions, mais on trouve également un petit contingent de brebis en Languedoc-Roussillon. La Préalpes du Sud est aujourd'hui la deuxième race du sud-est de la France en termes d'effectifs. Seule la mérinos d'Arles la dépasse dans cette partie de la France où l'activité ovine est bien développée. Les milieux sur lesquelles elle est élevée sont assez variés, des garrigues à la plaine de la Durance en passant par la haute montagne dans les Alpes.

## Description

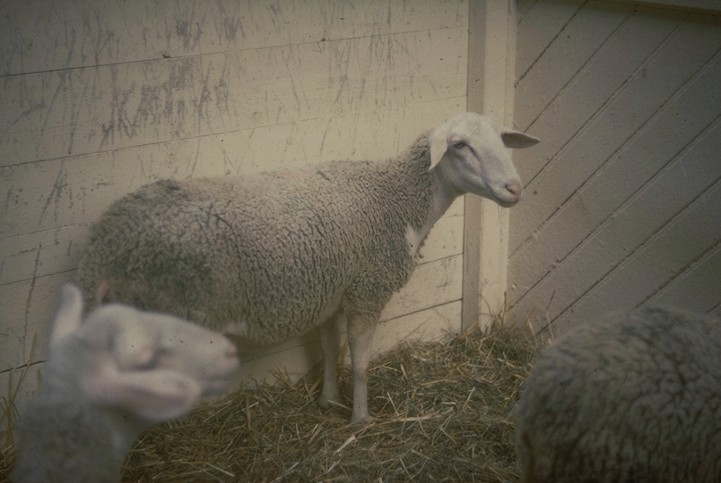
Brebis préalpes du Sud.

La préalpes du Sud est une brebis à la tête fine et allongée, un front plus ou moins large et un chanfrein étroit et busqué, surtout le chez le mâle. Il présente par ailleurs une dépression caractéristique à sa jonction avec l'os frontal. Les oreilles sont moyennement longue et portées horizontalement et mâles et femelles sont dépourvus de cornes. Elle est blanche unie. La toison est également blanche, est tassée et a des mèches courtes, elle ne descend pas en dessous des jarrets et des genoux, et ne recouvre pas la tête. Elle s’arrête le plus souvent à mi-flanc mais certains éleveurs sélectionnent des animaux avec une couverture de laine plus importante. Ceci est à mettre en relation avec l’évolution des systèmes d’élevages et la présence de cette race dans les zones de montagne. Les toisons pèsent 1,5 kg chez le mâle et 1 kg chez la femelle.
Elle a une poitrine large et des côtes bien arrondies, et des cuisses épaisses et courtes. C'est une race de gabarit moyen qui mesure entre 60 et 70 cm au garrot, voire un peu plus pour les mâles, pour un poids variant entre 50 et 70 kg pour les femelles et entre 75 et 100 kg pour les mâles.

## Aptitudes
La Préalpes du Sud possède une bonne capacité à résister à la chaleur, et à valoriser des ressources fourragères grossières (parcours, garrigues). Sa rusticité lui permet également de très bien se comporter en estive pour les troupeaux qui transhument. Cette brebis a une bonne aptitude au dessaisonnement, caractéristique recherchée pour une production à contre-saison notamment pour les signes officiels de qualité. 
Elle dispose aussi d´un bon potentiel boucher et d´un bon potentiel de croissance, lui permettant d´être le plus souvent utilisée en race pure pour une production d´agneaux de boucherie. Elle se prête également au croisement avec des béliers viande comme les Berrichon du Cher, ce qui améliore la conformation et les vitesses de croissance. C´est aussi une brebis très souple d´utilisation, qui s´adapte très bien à des conduites extensives sans aucune complémentation, mais également à des conduites plus intensives avec trois agnelages en deux ans.

## Élevage
Les milieux occupés aujourd’hui sont variés (plaines de la Durance, plateaux, haute montagne), ce qui explique une grande diversité des systèmes associés à cette race. Le plus souvent, la Préalpes est exploitée dans des systèmes spécialisés ovins, ou dans des systèmes où la production ovine est dominante, avec un complément de vente de foin et de céréales. On peut identifier trois grands systèmes :
- L´élevage avec une conduite plus intensive est pratiqué dans les zones à bonne production fourragère : le troupeau est généralement sédentaire avec une partie d´hivernage en bergerie plus ou moins longue. Il est conduit en deux périodes d´agnelage (février-mars et août-septembre) voire en trois agnelages en deux ans.
- L´élevage avec une conduite plus extensive est pratiqué dans les zones de grands parcours secs (garrigues, plateaux) : la conduite du troupeau est liée à une pratique pastorale importante et est le plus souvent calquée sur la pousse de l´herbe. La période d´agnelage se situe logiquement au printemps, afin de profiter au mieux de ces ressources fourragères.
- L´élevage de montagne est caractérisé par une alternance de périodes d´hivernage en bergerie et de périodes d’estives. Les éleveurs ont alors recours à des brebis plus lainées. Les agnelages ont lieu principalement à l’automne avec un rattrapage au printemps.

Tout ceci conduit à une grande variabilité de types de produits de boucherie : agneaux de bergerie, agneaux lourds vendus au retour de la transhumance... Une part des femelles est utilisée pour le croisement avec des béliers de races bouchères.

## Signes de Qualité

### Agneaux de Sisteron (Label Rouge IGP)
Soutenue par la filière locale de la région Provence-Alpes-Côte d'Azur, cette race constitue avec les deux autres races des Alpes du Sud (Mérinos d'Arles et Mourerous), le support maternel des agneaux vendus sous la dénomination Agneau de Sisteron, produit Label rouge et IGP (Indication Géographique Protégée.

### Label Rouge Agneau de l'Adret
Dans la région Rhône-Alpes, les éleveurs de la race peuvent s'engager dans la démarche Label Rouge Agneau de l'Adret.

## Sélection

Le logo de l'Organisme de sélection des Races Ovines du Sud-Est

En 2010, l'Organisme de Sélection (OS) Races Ovines du Sud-Est, qui regroupe les races Préalpes du Sud, Mourérous, et Mérinos d'Arles, reçoit l'agrément du Ministère de l'Agriculture. Il a pour mission de:
- Définir les orientations des races et des objectifs de sélection;
- Gérer les fichiers raciaux;
- Qualifier les reproducteurs mâles et femelles;
- Coordonner le travail technique du centre d'élevage de jeunes béliers situé à Sisteron (Alpes-de-Haute-Provence);
- Communiquer sur les races dans les manifestations et les salons régionaux et nationaux.

En 2024, le schéma de sélection de la race Préalpes du Sud s'appuie sur 18 élevages, soit un effectif de 7 600 brebis soumises au contrôle de performance.
La sélection génétique se fait prioritairement sur la voie mâle et sur ascendance: les mâles retenus sont sélectionnés à partir des performances de leurs parents. Les principaux objectifs du schéma de sélection de la race sont:
- Conservation des caractères de la race: morphologie générale de l'animal, rusticité, dessaisonnement;
- Amélioration des qualités maternelles: valeur laitière et prolificité des brebis;
- Amélioration de la résistance à la tremblante.

La prolificité est de 143 % en moyenne et le Poids-Age-Type 30 jours des mâles simples est de 12,4 kg.
En 2022, une section "Préalpes fines" (peu lainées) a été créée afin de préserver ce rameau.
Le centre d’élevage des jeunes béliers Mérinos d’Arles se trouve au GAEC Saint Domnin à Sisteron (Alpes-de-Haute-Provence), qui accueille également la race Mérinos d'Arles. Chaque année, le centre d’élevage reçoit 2 bandes d’une soixantaine de béliers de 4 mois rentrant en janvier et juillet pour des ventes en juin et décembre. Ils sont choisis parmi les agneaux nés des meilleures brebis de la race (valeur laitière, prolificité, résistance à la tremblante).
Le schéma de sélection Préalpes du Sud n'utilise plus l'insémination artificiel depuis 2017 pour diverses raisons (coût élevé, logistique complexe, faible taux de réussite). Afin de pallier la moindre connaissance de l'ascendance paternelle à la suite de l'arrêt de l'insémination, l’OS ROSE est le premier OS en France à utiliser l’assignation de parenté en routine sur les agnelles de ses schémas de sélection (Préalpes du Sud, Mérinos d'Arles Mourérous).